# 同棲性活 恥部とあなたと…
『同棲性活 恥部とあなたと…』（どうせいせいかつ ちぶとあなたと）は、吉行由実監督の日本映画。

## 概要
2020年11月6日公開。ヒロインを務める佐藤りこ、みひなはともに初出演初主演映画となる。R-18作品。
2022年2月2日にスターボードからDVDとして発売。

## ストーリー
AV男優の息子として育ったマコトは現在の恋人、元カノと3人で一部屋に居住する奇妙な共同生活を送っていた。3人はなんでも受け止め、隠し事はない約束だったのだが…。

## 登場人物
エミリ
演 ‐ 佐藤りこ
マコトと同居する恋人 。かつて早苗という女性と交際しており、彼女を慰められなかったことを悔いて以来男性としか交際していなかった。このことはマコトに伏せていたのだが、ある日寝言で早苗の名前をつぶやいてしまう。
マコト
演 ‐ 可児正光
AV男優の息子。3人の愛人に育てられた過去を持つ。このため一般的な結婚制度には懐疑的。エミリと同棲生活を送っていたが、家のなくなった早苗を一時的に匿う。
あかね　
演 ‐ みひな（2役）
AV女優。夏美のルームメイトであったが、家を失いマコトの家に同居することとなる。趣味はスマホでの動画撮影。自分の自慰行為も趣味の延長で撮影している。バイセクシャル。
早苗
演 ‐ みひな（2役）
エミリの交際相手だった女性。彼氏に振られた際、エミリに抱きしめられる。
夏美
演 ‐ 八ッ橋さい子
マコトの元恋人で、泰三の現恋人。早苗とシェアハウスに住んでいたが、交際相手ができたことで退去を命じる。
泰三
演 ‐ 森羅万象
中年AV男優。マコトの父。女性にはだらしがない一方、現在は薬なしではセックスができない体。
聡子
演 ‐ 吉行由実 　
泰三の本妻。離婚を決意し家出中。
泰三の愛人
演 ‐ 松偉理湖
泰三の愛人
演 ‐ 河井夕菜
泰三の愛人
演 ‐ 愛葉るび

## スタッフ
- 監督・脚本：吉行由実
- 撮影：小山田勝治
- 編集：中野貴雄
- 助監督：江尻大
- 録音：池田知久
- 整音：西山秀明
- スチール：本田あきら
- ポストプロダクション：スノビッシュ・プロダクツ
- 仕上げ：東映ラボ・テック
- 制作：オフィス吉行
- 提供：オーピー映画

## 関連作品
- 発情娘 糸ひき生下着 ‐ 1998年公開の吉行由美監督作品。一部設定などにオマージュが含まれる。